# Транспорт в Мариуполе

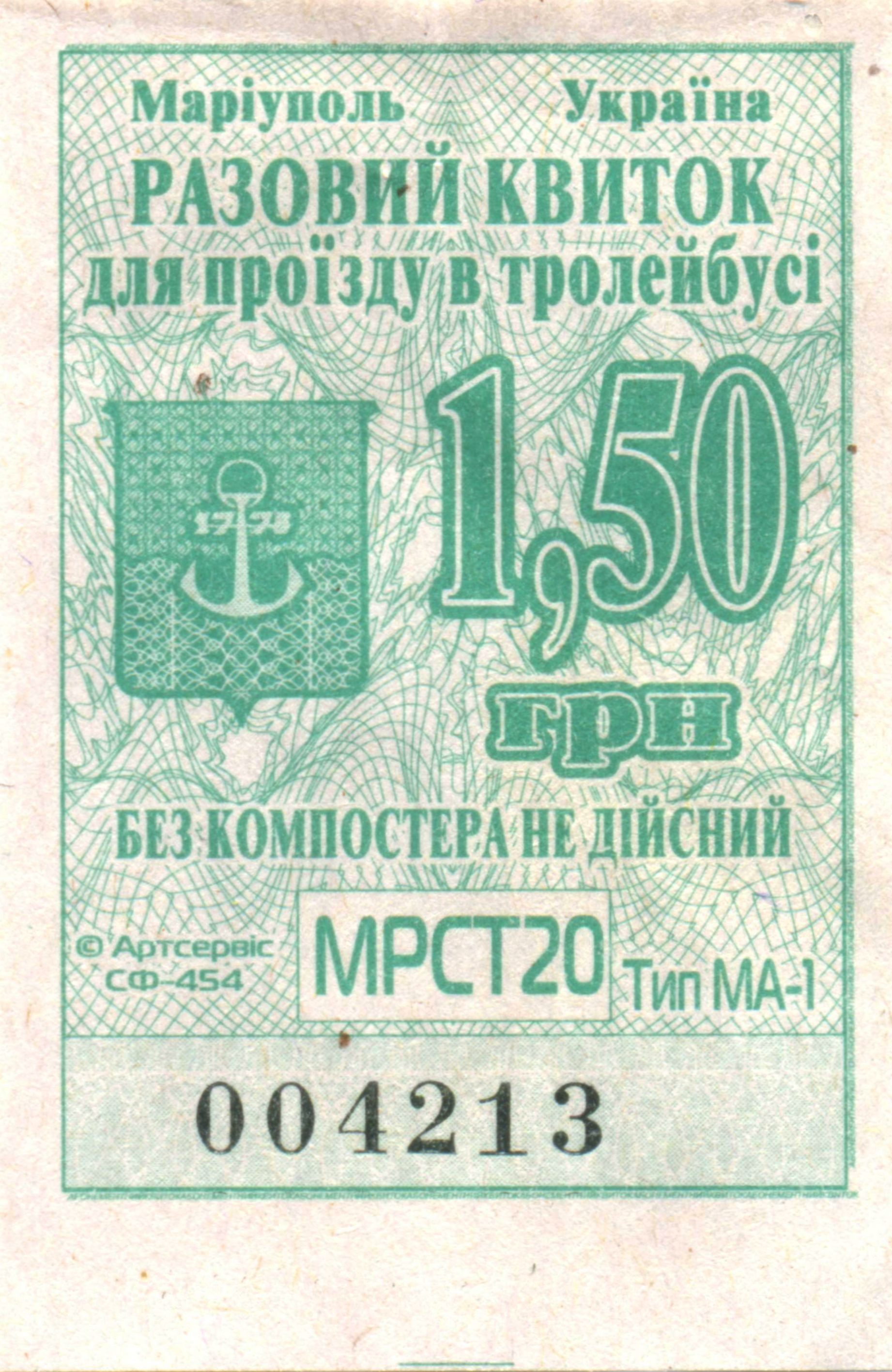
Билет на проезд в троллейбусе города Мариуполь (2015)

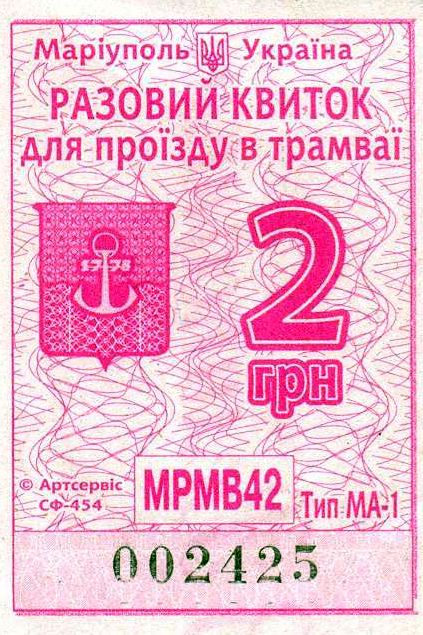
Билет на проезд в трамвае города Мариуполь (2016)

## Пассажирский транспорт
- Городской электротранспорт (МТТУ, Мариупольское трамвайно-троллейбусное управление):
  - Мариупольский трамвай (с 1933 года) — 11 маршрутов (работают машины марки КТМ-5 и КТМ-8) — 98 вагонов (без учёта поступивших в 2007 году),
  - Мариупольский троллейбус (с 1970 года) — 12 маршрутов (работают машины марок: Škoda 14Tr, ЗиУ-10, ЗиУ-9, ЮМЗ Т-1, ЮМЗ Т-2). В 2006 году в Мариуполе появились 5 новых троллейбусов «Trolza» завода имени Урицкого (бывшие ЗИУ), в 2016 году поступило 11 немецких троллейбусов (MAN) — 93 машины.
- Автобусы — главным образом частные микроавтобусы, выполняющие перевозки по городу, на пригородном и междугородном сообщении. 12 маршрутов коммунального ТТУ (14 машин) и 57 маршрутов маршрутного такси (440 единиц подвижного состава).
- Автовокзал (из которого в том числе выполняются перевозки в Таганрог, Ростов-на-Дону, Краснодар, Киев, Одессу, Ялту, Днепр и другие) и пригородные автостанции (маршруты преимущественно по Первомайскому, Володарскому и Волновахскому районам Донецкой области). Позже пригородная автостанция была переведена в статус междугороднего автовокзала и часть автобусных рейсов была переведена с центрального автовокзала на АС-2.
- Железнодорожная станция «Мариуполь». Железной дорогой город связан с Донбассом (направление поездов: Москва, Киев, Львов, Санкт-Петербург, Минск, Брянск, Воронеж, Харьков, Полтава, Славянск). По состоянию на август 2018 год поезда из Мариуполя курсируют в направлениях: Киев, Львов, Бахмут, Харьков, Одесса.
- Морской вокзал на территории морского торгового порта. Пассажирские перевозки не осуществляются.
- Международный аэропорт «Мариуполь» — закрыт с 19 июня 2014 года из-за конфликта на востоке Украины.

## Грузовой транспорт
На транспорт приходится значительная часть валового дохода города:
- ОАО «Мариупольский морской торговый порт» — крупнейший на Восточной Украине, совершает морские перевозки угля, металла, продукции машиностроения, руды, зерна из Донецкой, Харьковской, Луганской и соседних областей Украины, России. Начальник — А.К. Росинский.
- Азовское морское пароходство (с 2003 года — ООО «Торговый флот Донбасса») — уже обанкротившееся предприятие, ранее выполняющее морские перевозки из портов Азовского моря (Мариуполь, Бердянск, Таганрог), собственность (с 2003 года — официально) «System Capital Management» (Донецкая финансово-экономическая группа во главе с Ринатом Леонидовичем Ахметовым).

## Автотранспортные предприятия
- № 11402
- № 11428
- № 11433
- № 11483 (Приморское АТП)
- № 11484
- № 87501 (Приазовское АТП)
- «Азовтрансавто»
- «Азовпастранс»
- АТП «Транспортник»
- АТП «Марвей»
- АТП «Мариуполь-Авто»
- МУП «Мариупольтранс» (до 07.2022 КП «Мариупольское ТТУ»)